# Rožkovany
Rožkovany est un village de Slovaquie situé dans la région de Prešov.

## Histoire
Première mention écrite du village en 1330.

## Démographie

### Évolution de la population
| Année:               | 1994. | 2004.    | 2014.   | 2024.   |
| -------------------- | ----- | -------- | ------- | ------- |
| Nombre de personnes: | 1150  | 1284     | 1331    | 1322    |
| Différence:          |       | +11,65 % | +3,66 % | -0,67 % |

| Année:               | 2023. | 2024.   |
| -------------------- | ----- | ------- |
| Nombre de personnes: | 1323  | 1322    |
| Différence:          |       | -0,07 % |